# 지병현
지병현(1973년 ~ )은 KBS 드라마본부의 프로듀서이다.

## 경력
- KBS 드라마본부 PD
- KBS 드라마운영팀 CP
- KBS 드라마본부 총괄팀장